# Хмелів (Люблінське воєводство)
Хмелів (пол. Chmielów, Хмелюв) — село в Польщі, у гміні Дубова Колода Парчівського повіту Люблінського воєводства. Населення — 198 осіб (2011).

## Історія
Населення села належало до української етнографічної групи хмаків.
За даними етнографічної експедиції 1869—1870 років під керівництвом Павла Чубинського, у селі переважно проживали греко-католики, які розмовляли українською мовою.
У 1975—1998 роках село належало до Білопідляського воєводства.

## Населення
Демографічна структура станом на 31 березня 2011 року:
|          | Загалом | Допрацездатний вік | Працездатний вік | Постпрацездатний вік |
| -------- | ------- | ------------------ | ---------------- | -------------------- |
| Чоловіки | 95      | 15                 | 67               | 13                   |
| Жінки    | 103     | 23                 | 49               | 31                   |
| Разом    | 198     | 38                 | 116              | 44                   |